# Герб Трофанівки
Герб Трофанівки — офіційний символ села Трофанівка, Коломийського району Івано-Франківської області, затверджений 27 січня 2023 р. рішенням сесії Заболотівської селищної ради.
Автори — А. Гречило та В. Косован.

## Опис герба
У срібному полі синя широка глава та широкий стовп, у главі скошені навхрест срібні смичок і скрипка, на стовпі — золота 8-променева зірка.

## Значення символів
Геральдична глава та стовп утворюють літеру «Т», яка підкреслює на назву села. Скрипка символізує творчий потенціал, а також уособлює композитора Ярослава Барнича, пов'язаного із селом. Зірка є Богородичним символом і вказує на місцеву церкву з її посвятою.